# Bourg (Gironde)
Bourg is een gemeente in het Franse departement Gironde (regio Nouvelle-Aquitaine). De plaats maakt deel uit van het arrondissement Blaye. Bourg telde op 1 januari 2022 2.264 inwoners.

## Geschiedenis
Al in de Gallo-Romeinse tijd was hier een rivierhaven. In de 15e eeuw was hier een bloeiende haven aan de Dordogne. Van hieruit vertrokken schepen met wijn naar zee. Ook werd steen uit lokale steengroeven van hier naar bouwwerven in Bordeaux getransporteerd. Tussen de 16e en de 18e eeuw werd de citadel aan de oever van de Dordogne gebouwd.

## Geografie
De oppervlakte van Bourg bedroeg op 1 januari 2022 10,54 vierkante kilometer; de bevolkingsdichtheid was toen 214,8 inwoners per km². De gemeente ligt op de rechteroever van de Dordogne, dicht bij de samenvloeiing met de Garonne.

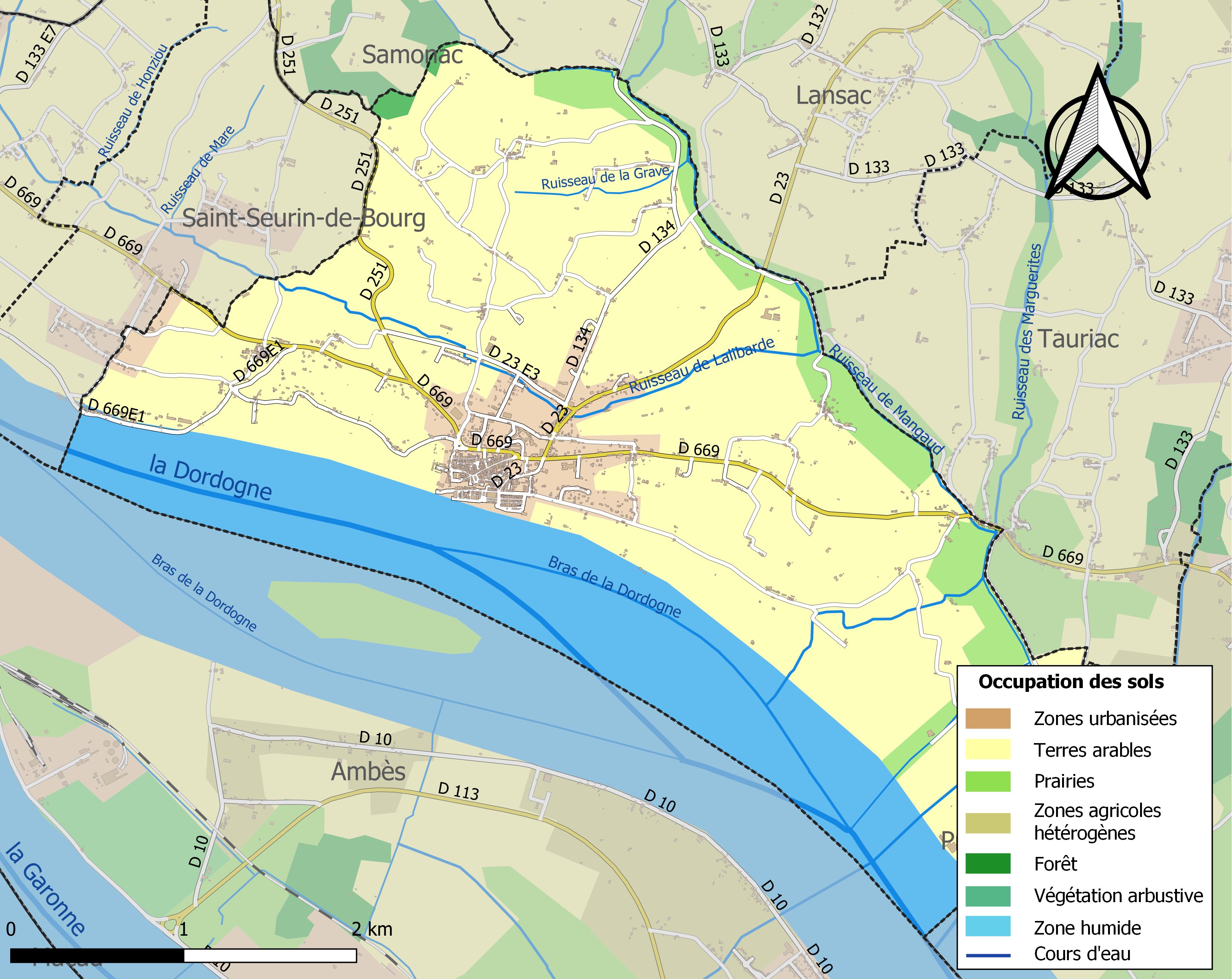
Kaart van de gemeente met belangrijkste infrastructuur, bodemgebruik en omliggende gemeenten

## Demografie
Onderstaande figuur toont het verloop van het inwonertal (bron: INSEE-tellingen).

## Afbeeldingen

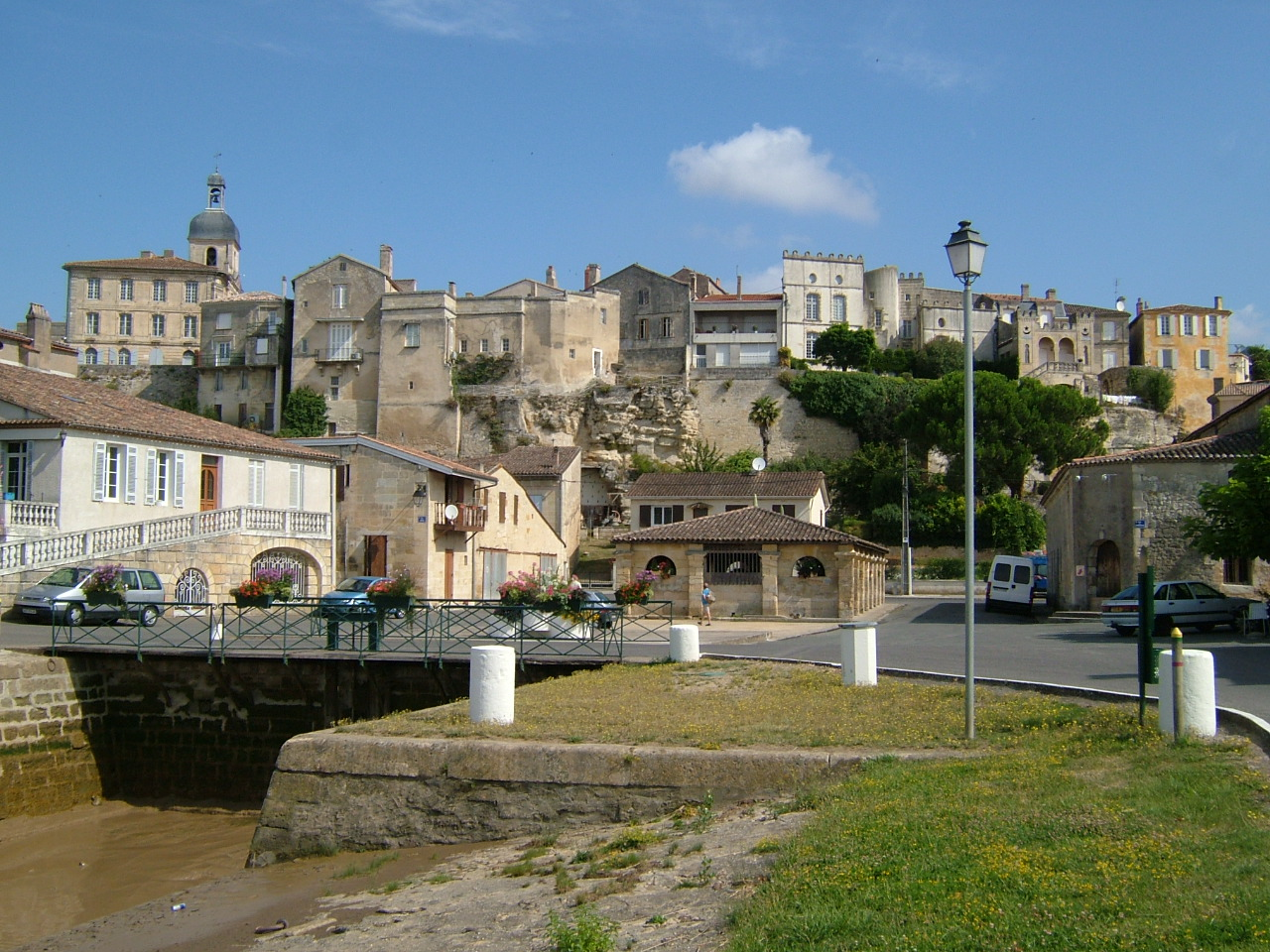
Gezicht op Bourg
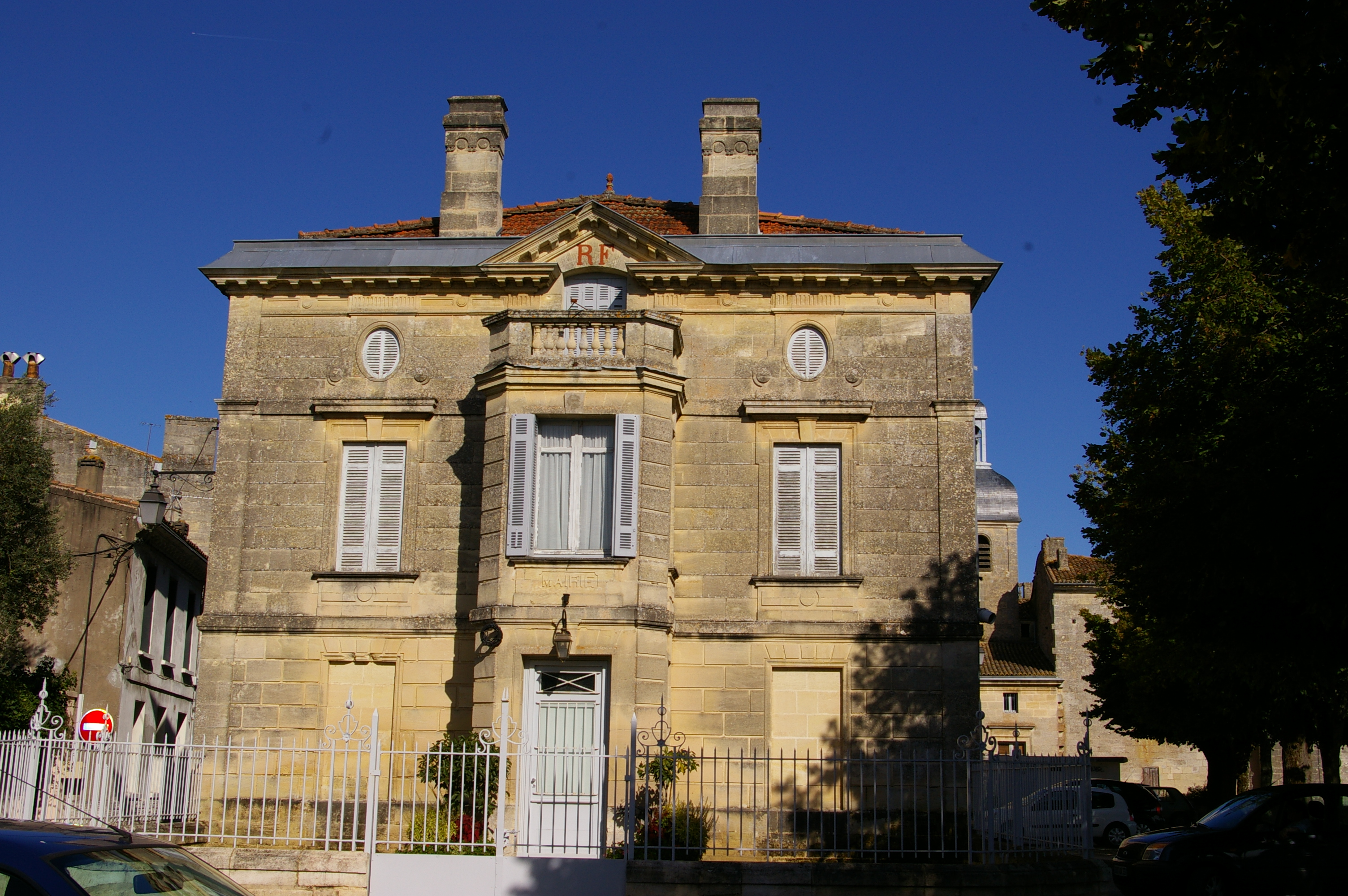
Gemeentehuis
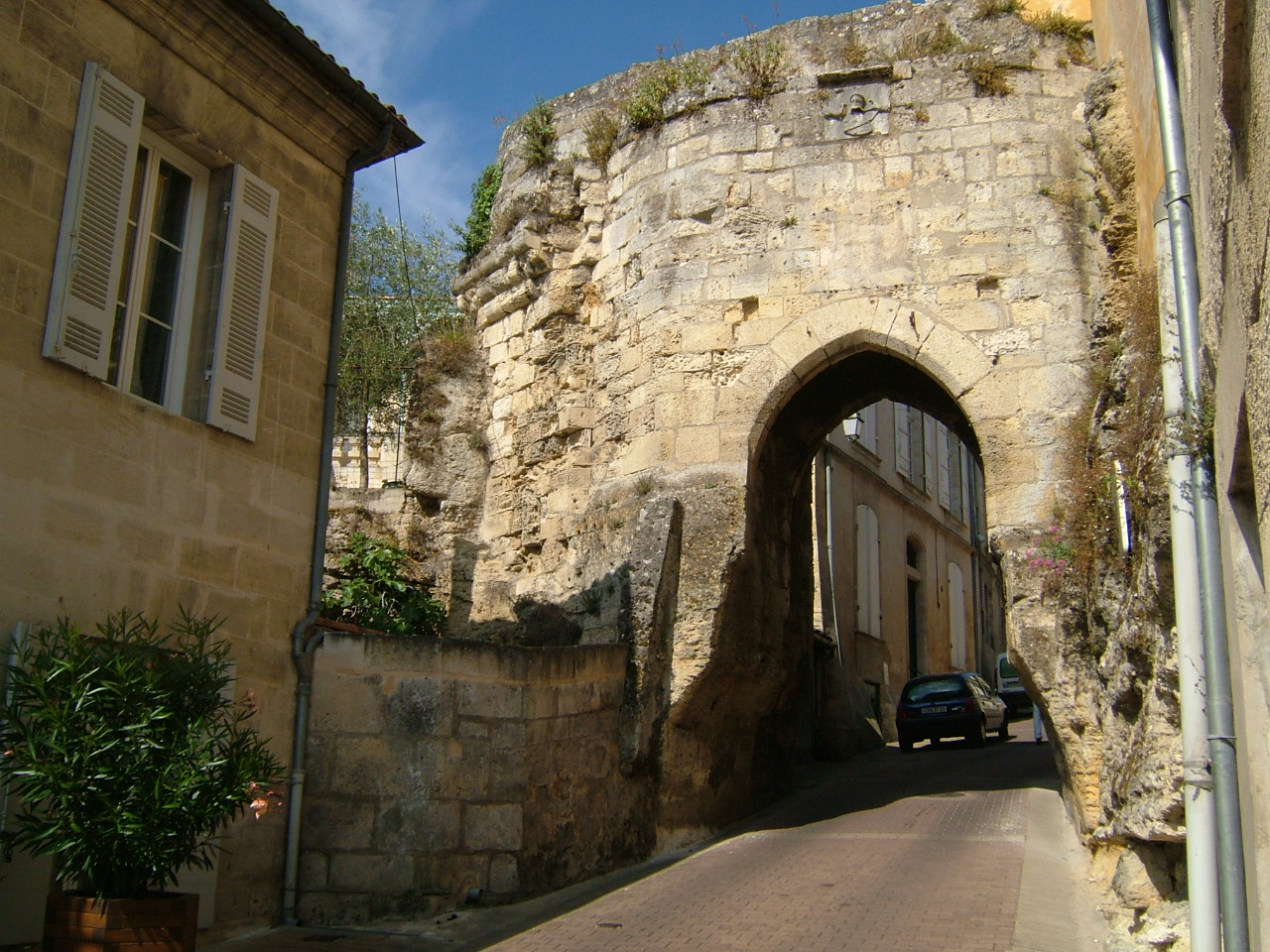
Porte du Port
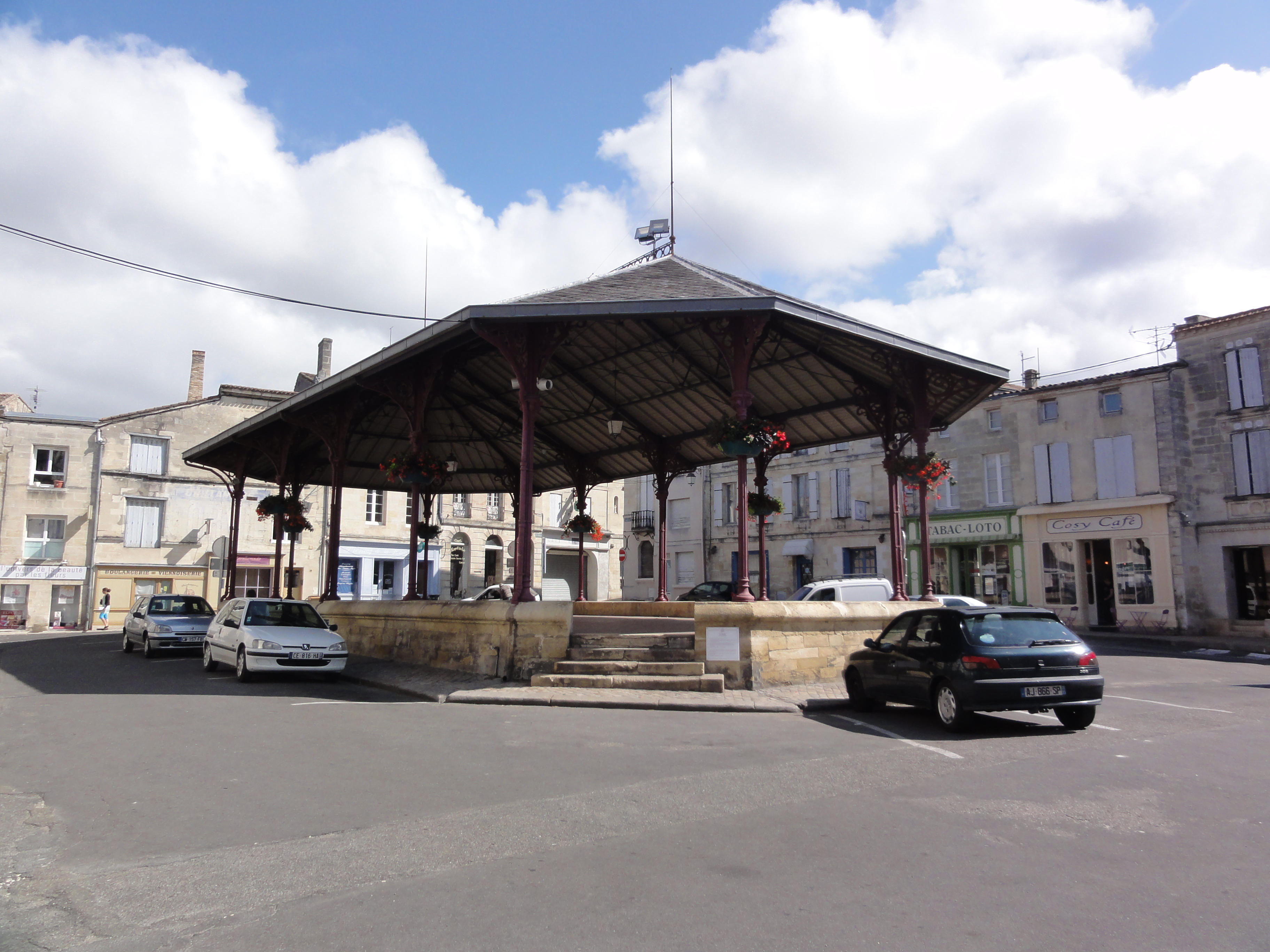
Markthal

## Geboren
- Pierre Bazzo (1954), wielrenner